# Agonalia
Le Agonalia o Agonia erano delle festività romane, celebrata quattro volte all'anno, ed ogni volta dedicata ad una diversa divinità.

## Descrizione
Questa festività cadeva quattro volte l'anno, e ogni volta era dedicata ad una divinità diversa: il 9 gennaio a Giano, il dio degli Inizi, il 17 marzo a Marte, il dio della Guerra, il 21 maggio a Veiove, un'antica divinità di cui si sa ancora poco, e l'11 dicembre a Sole Indigete, uno degli appellativi del dio Apollo. 
La celebrazione consisteva nel sacrificio di un ariete nero nella Regia da parte del re dei sacrifici e questo ha fatto desumere che si trattasse di una festa molto antica e molto importante, in quanto in origine è probabile che fosse celebrata dallo stesso re di Roma. 
La tradizione romana attribuiva infatti l'istituzione di tali festività a Numa Pompilio, il secondo dei sette re di Roma.

## Etimologia
Già gli antichi ignoravano l'etimologia del nome della festa e facevano varie supposizioni, molte delle quali sono riportate da Ovidio nel I libro dei Fasti:
- il sacerdote che esegue il sacrificio chiede sempre il consenso al suo gesto dicendo agone? ("posso agire?");[2]
- gli animali per il sacrificio non vengono docilmente ma sono spinti con la forza (agantur);
- anticamente si chiamava Agnalia, senza una lettera;
- la vittima trema vedendo il coltello del sacrificio e "terrore" in greco si dice agoonía;
- nei tempi antichi in questa data si facevano dei giochi (in lingua greca, Agōn);
- nei tempi antichi il bestiame si chiamava agònia.

Altre etimologie sono state proposte da Festo:
- Dal nome delle vittime, che si chiamavano agoniae, dal verbo agere "fare, spingere, condurre".
- Dal nome del gioco agonium, così detto perché il luogo dove si teneva non aveva angoli (a-gonion in greco).
- Si è pensato anche che il nome di Agonius indicasse il dio che presiedeva alle cose da fare, e che la sua festa si chiamasse Agonalia.
- Dal nome dei colli, che un tempo si sarebbero chiamati agones, da cui agonia sacrificia per indicare i sacrifici che si tenevano sulla cima di essi; secondo Festo, infatti, a Roma il monte Quirinale si chiamava Agonus e la porta Collina Agonensis.

Varrone, oltre a quella relativa al sacrificio rituale operato dal sacerdote, ne riportava un'altra, che faceva risalire alla parola greca del principe cittadino, a cui veniva dedicato il sacrificio;
Comunque molte di queste etimologie sembrano ruotare intorno al verbo latino ago, "agisco".